# Eawag

Logo der Eawag

Die Eawag (früher EAWAG, Eidgenössische Anstalt für Wasserversorgung, Abwasserreinigung und Gewässerschutz; französisch Institut fédéral pour l’aménagement, l’épuration et la protection des eaux, italienisch Istituto federale per l’approvvigionamento, la depurazione e la protezione delle acque, rätoromanisch Institut federal per provediment, serenaziun e protecziun da las auas) ist eine Forschungsanstalt des ETH-Bereichs mit Sitz in Dübendorf bei Zürich und in Kastanienbaum bei Luzern. International tritt die Eawag als Swiss Federal Institute of Aquatic Science and Technology auf.

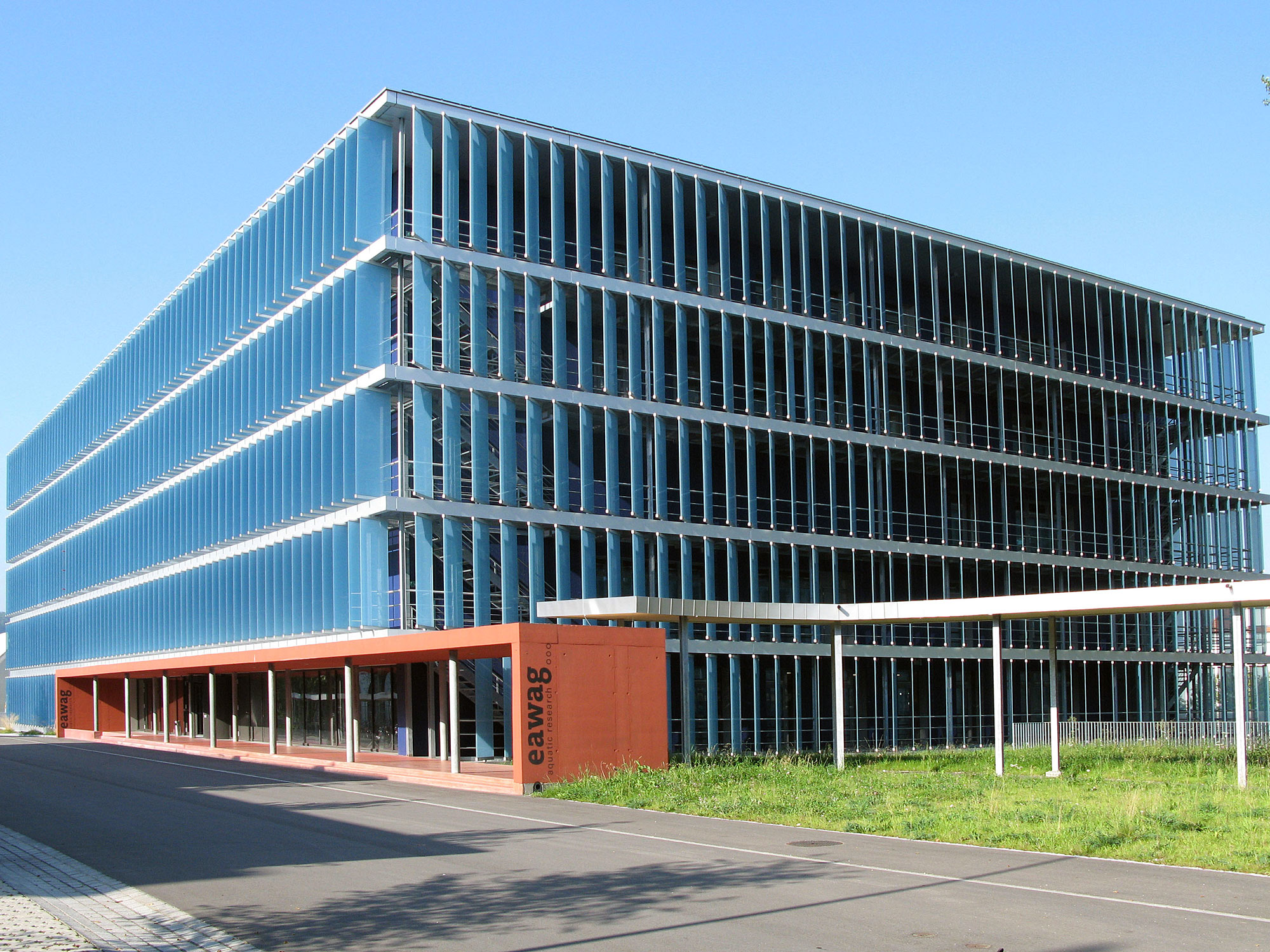
Eawag Dübendorf, Forum Chriesbach

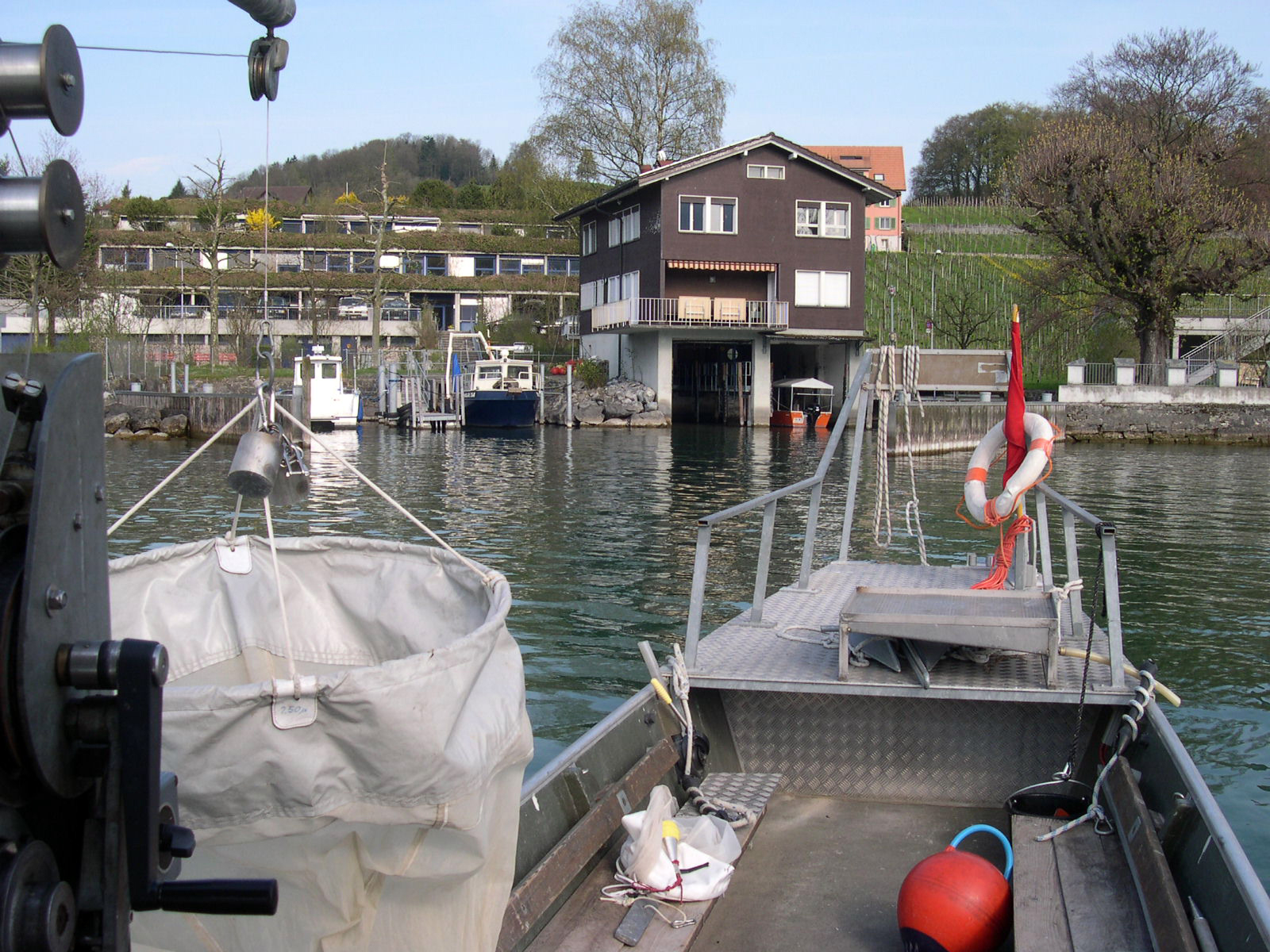
Eawag Kastanienbaum

Die Mitarbeitenden (in Dübendorf rund 300, in Kastanienbaum ca. 80) betreiben Forschung, Lehre und Beratung im Wasserbereich, mit dem Ziel, eine nachhaltige Nutzung der Wasserressourcen und Wasserinfrastrukturen zu fördern sowie ökologische, wirtschaftliche und soziale Interessen an den Gewässern in Einklang zu bringen. Die Eawag nimmt damit eine Brückenfunktion zwischen Forschung und Praxis wahr. Gegründet wurde die Eawag 1936 als Beratungsstelle für Abwasserreinigung und Trinkwasserversorgung der ETH Zürich. Die Eawag setzt auf Interdisziplinarität mit drei Forschungsschwerpunkten: Wasser für die Gesundheit und das Wohlergehen des Menschen, Wasser für das Funktionieren der Ökosysteme und Strategien bei Nutzungskonflikten rund ums Wasser. Beispielsweise wurde mit SODIS (SOlar DISinfection) eine bestechend einfache Methode zur Trinkwasserbehandlung in Entwicklungsländern entwickelt. Ein weiteres internationales Forschungsthema ist die Arsenproblematik in Bangladesch.

## Geschichte
Die Vorläuferorganisation wurde 1936 als Beratungsstelle der ETH Zürich für Abwasserreinigung und Trinkwasserversorgung gegründet. 1946 wurde daraus die «Eidgenössische Anstalt für Wasserversorgung, Abwasserreinigung und Gewässerschutz» (Eawag), die sich vermehrt einem ganzheitlichen Gewässerschutz verpflichtete. Mit den in den folgenden Jahren erforschten Grundlagen und Verfahren prägte die Eawag den Gewässerschutz in der Schweiz massgeblich. 1968 entstand das International Reference Centre for Waste Disposal (IRCWD) der WHO, aus dem die heutige Abteilung Wasser und Siedlungshygiene in Entwicklungsländern (Sandec) hervorging. 1970 wurde die Eawag zur Annexanstalt der ETH Zürich und 1993 zum selbstständigen Wasserforschungsinstitut des ETH-Bereichs. 2004 wurde die Fischereiberatungsstelle FIBER und 2008 die Wasser-Agenda 21 sowie das Oekotoxzentrum (Schweizerisches Zentrum für angewandte Ökotoxikologie Eawag-EPFL) gegründet. Um den Austausch zwischen der Forschung und der Praxis zu fördern, wurden 2010 die beiden Kompetenzzentren CEEB (Zentrum für Ökologie, Evolution und Biogeochemie) und CCDW (Kompetenzzentrum Trinkwasser) ins Leben gerufen. Der Eawag Hauptsitz ist in Dübendorf bei Zürich, wo 2006 das mit mehreren Umweltpreisen ausgezeichnete Hauptgebäude Forum Chriesbach eröffnet wurde. Seit 1960 betreibt die Eawag ein Forschungslabor in Kastanienbaum bei Luzern. Die Forschungsanstalt von damals hat sich zu einem international ausgerichteten Wasserforschungsinstitut gewandelt. Die Verknüpfung von Forschung, Lehre und Beratung sowie die Kombination von Natur-, Ingenieur- und Sozialwissenschaften bilden heute die Basis der Eawag.

### Eawag-Geschichte
- 1936 Gründung der Beratungsstelle der ETH Zürich für Abwasserreinigung und Trinkwasserversorgung.
- 1946 Die Beratungsstelle wird in ein mit der ETH Zürich verbundenes Institut mit dem Namen Eawag (Eidgenössische Anstalt für Wasserversorgung, Abwasserreinigung und Gewässerschutz) umgewandelt.
- 1960 Übernahme des Hydrobiologischen Laboratoriums in Kastanienbaum von der Naturforschenden Gesellschaft Luzern.
- 1968 Entstehung des WHO-Referenzzentrums für Abfallentsorgung (International Reference Center for Waste Disposal), aus dem die heutige Abteilung für Wasser und Siedlungshygiene in Entwicklungsländern, Sandec (Sanitation in Developing Countries), hervorging.
- 1970 Die Eawag wird zur Annexanstalt der ETH Zürich und zieht nach Dübendorf.
- 1993 Die Eawag wird zum selbständigen Wasserforschungsinstitut im ETH-Bereich.
- 2004 Gründung der Fischereiberatungsstelle FIBER an der Eawag.
- 2006 Eröffnung des neuen Hauptgebäudes der Eawag, Forum Chriesbach, in Dübendorf.
- 2008 Gründung des Ökotoxzentrums und der Wasser-Agenda 21 mit Geschäftsstelle an der Eawag.
- 2010 Die Kompetenzzentren CEEB (Zentrum für Ökologie, Evolution und Biogeochemie) und CCDW (Kompetenzzentrum Trinkwasser) entstehen.

### Direktoren der Eawag
- 1946–1952: Ulrich Arnold Corti
- 1952–1970: Otto Jaag[6]
- 1970–1992: Werner Stumm
- 1992–2004: Alexander J. B. Zehnder
- 2004–2007: Ulrich Bundi (ad interim)
- 2007–2022: Janet Hering
- seit 2023: Martin Ackermann[7]

## Struktur und Aufgaben
Die Eawag ist ein Forschungsinstitut des ETH-Bereichs. Zum ETH-Bereich gehören die Eidgenössischen Technischen Hochschulen in Zürich (ETH Zürich) und in Lausanne (EPFL) sowie drei weitere Forschungsanstalten, das Paul Scherrer Institut (PSI), die Eidgenössische Forschungsanstalt für Wald, Schnee und Landschaft (WSL) und die Eidgenössische Materialprüfungs- und Forschungsanstalt (Empa). Über 500 Mitarbeitende aus rund 40 Nationen sind an den Standorten Dübendorf bei Zürich und Kastanienbaum bei Luzern tätig. 31 Personen haben eine Professur an einer Hochschule, davon sind 2 Assistenz- und 13 Titularprofessuren. Die Eawag wird von einem Direktor oder einer Direktorin geleitet und von weiteren Direktionsmitgliedern unterstützt. Der Direktor der Eawag ist seit 2023 Martin Ackermann. Der stellvertretende Direktor ist seit 2023 Christian Stamm. Forschung, Lehre und Weiterbildung sowie Beratung und Wissenstransfer sind die Hauptaufgaben der Eawag.

### Abteilungen
Die Forschenden der verschiedenen wissenschaftlichen Disziplinen arbeiten in zwölf Forschungsabteilungen gemeinsam an praktischen Lösungen für Probleme im Wasserbereich:
- Oberflächengewässer (Surf) – erforscht Prozesse aquatischer Systeme
- Aquatische Ökologie (Eco) – erkundet das Leben im Wasser und umfasst verschiedene Disziplinen der Ökologie und Evolutionsbiologie
- Fischökologie und Evolution (Fishec) – untersucht die Lebensweise, die Evolution und die Biodiversität von aquatischen Organismen, in erster Linie von Fischen
- Umweltchemie (Uchem) – erforscht die Wirkung der Schadstoffe in Gewässern und die Möglichkeiten von Reduktionsmassnahmen für eine Verbesserung der Wasserqualität
- Umweltmikrobiologie (Umik) – befasst sich mit mikrobiellem Leben und Aktivitäten im Oberflächen- und Grundwasser, im Trinkwasser und in technischen Systemen wie Klär- oder Trinkwasseraufbereitungsanlagen
- Umwelttoxikologie (Utox) – hat zum Ziel, die Effekte von Chemikalien auf die aquatische Umwelt zu erkennen und zu verstehen
- Wasserressourcen und Trinkwasser (W&T) – erforscht physikalische und chemische Prozesse in Gewässern mit dem Ziel, die Qualität und Quantität von Trinkwasser langfristig zu sichern
- Verfahrenstechnik (Eng)– befasst sich mit aktuellen und zukünftigen Problemen der Abwasserreinigung und Trinkwasseraufbereitung sowie dem Schutz der Wasserressourcen und dem Ressourcenrecycling
- Siedlungswasserwirtschaft (SWW) – sucht nach nachhaltigen Konzepten für Wasser- und Nährstoffkreisläufe in Siedlungen
- Siedlungshygiene und Wasser für Entwicklung (Sandec) – trägt durch Stärkung der lokalen Kompetenzen zur Verbesserung der Wasserversorgung und des Abwassermanagements in Ländern des Globalen Südens bei
- Systemanalyse und Modellierung (Siam) – entwickelt Modelle und Techniken um Prozesse zu verstehen und vorherzusagen, die Wasser und andere natürliche Ressourcen betreffen
- Umweltsozialwissenschaften (ESS) – erforscht umweltrelevante gesellschaftliche Prozesse unter Einbezug verschiedener sozialwissenschaftlicher Disziplinen.

### Forschung
Die Eawag als Wasserforschungsinstitut setzt in ihrer Forschungsstrategie die folgenden Schwerpunkte:
- Wasser für die Gesundheit und das Wohlergehen des Menschen

Eine sichere Trinkwasserversorgung und Abwasserentsorgung sind zum Erhalt des Wohlergehens des Menschen nötig. Ziel der Forschungsprojekte ist es, die besten strategischen und technologischen Ansätze zu entwickeln, um zukünftige Herausforderungen bei steigenden Belastungen durch Verunreinigung, Bevölkerungswachstum und Klimawandel zu bewältigen.
- Wasser für das Funktionieren der Ökosysteme

Zunehmender Druck der Zivilisation beeinflusst das Wasser und die Gewässer negativ. Die Eawag entwickelt Strategien und Massnahmen, um ein nachhaltiges Funktionieren der aquatischen Ökosysteme zu sichern und die Ökosystemdienstleistungen der Gewässer erhalten zu können.
- Strategien bei Nutzungskonflikten

Die Anforderungen des Menschen an die Ressource Wasser und die schädlichen Auswirkungen seiner Eingriffe in die aquatischen Ökosysteme führen zu Nutzungskonflikten ums Wasser. Die Forschenden erarbeiten wissenschaftlich fundierte Lösungen, z. B. bei Nutzungsanliegen und Schutzerfordernissen in der Energieproduktion.
Die Eawag leitet und beteiligt sich an inter- und transdisziplinären Projekten, um Grundlagenforschung mit konkreten Problemlösungen in der Praxis zu verbinden. Zusammen mit externen Partnern und verschiedenen Eawag-Abteilungen entstehen Forschungsinitiativen, die Projekte aus einer ganzheitlichen Perspektive angehen.

### Lehre
Die Eawag unterstützt ETH Zürich, EPFL, Universitäten und Fachhochschulen in der Ausbildung von Studierenden und Doktorierenden im Bereich Natur-, Ingenieur- und Sozialwissenschaften. Zahlreiche Masterstudierende und Doktorierende aus dem In- und Ausland werden jedes Jahr in Projekten im Wasserbereich betreut. Es werden zudem Lernende im Labor, im kaufmännischen und im Informatikbereich ausgebildet. Für Fachleute aus der Wasserwirtschaft, Verwaltung und Wissenschaft bietet die Eawag regelmässig Weiterbildungskurse (Praxisorientierte Eawag-Kurse, PEAK) an. Die Kurse basieren auf aktuellen Forschungsarbeiten und Erfahrungen und dienen dem Wissens- und Erfahrungsaustausch zwischen Forschung und Praxis. Im Bereich der Weiterbildung werden im Rahmen des Partnerschaftsprogramms für Entwicklungsländer (Eawag Partnership Program for Developing Countries, EPP) jährlich sechs Forschungsstipendien an Studierende oder Doktorierende aus dem Globalen Süden vergeben.

### Beratung
Forschungsergebnisse werden durch Förderung von Beratung sowie Wissens- und Technologietransfer in die Praxis umgesetzt. Die Eawag erfüllt unterschiedliche Beratungsmandate im In- und Ausland, so zum Beispiel für Bund, Kantone und Nichtregierungsorganisationen. Eawag-Fachleute sind als Experten in zahlreichen nationalen und internationalen Gremien vertreten. Am Wasserforschungsinstitut sind verschiedene fachspezifische Beratungszentren angesiedelt:
- Das Schweizerische Zentrum für angewandte Ökotoxikologie Eawag-EPFL (Oekotoxzentrum), das wissenschaftliche Grundlagen und Methoden erarbeitet und vermittelt, um Risiken von Chemikalien zu erkennen, beurteilen und minimieren.
- Die Fischereiberatungsstelle (FIBER), eine Informations- und Weiterbildungsstelle für Angelfischer, Berufsfischer, Interessierte und Fachpersonen für die Themen Fische, Gewässer und Fischereimanagement.
- Die Wasser-Agenda 21, ein Verein der unterschiedliche Akteure in der Entwicklung einer Wasserwirtschaft, die sich an den Grundsätzen nachhaltiger Entwicklung orientiert, unterstützt. Sie wird getragen von kantonalen und schweizerischen Bundesbehörden sowie von NROs und Fachverbänden aus dem Bereich Wasser.
- SODIS (SOlar Water DISinfection), ein Projekt, das sich für den Zugang zu sauberem Trinkwasser in Entwicklungsländern einsetzt. Die SODIS-Methode ist ein einfaches Verfahren zur Desinfektion von Trinkwasser. Das verschmutzte Wasser wird in Glas- oder PET-Flaschen gefüllt und durch UV-Strahlung von Krankheitserregern wie Viren, Bakterien und Parasiten befreit.

## Auszeichnungen
Die Eawag-Forschenden haben für ihre Leistungen nationale und internationale Auszeichnungen erhalten.
Die wichtigsten Auszeichnungen:
- 2024 Sandmeyer-Preis der Schweizerischen Chemischen Gesellschaft für Urs von Gunten, Juliane Hollender, Christa McArdell, Adriano Joss, Marc Böhler, Hansruedi Siegrist, Christian Abegglen
- 2024 Chemical Landmark der Akademie der Naturwissenschaften Schweiz für die Eawag
- 2024 Promotionspreis Wasserchemie der deutschen Wasserchemischen Gesellschaft für Joanna Houska
- 2022 Ernennung zu Ehrenmitgliedern des Verbands Schweizer Abwasser- und Gewässerschutzfachleute: Janet Hering, Rik Eggen, Alfred (Johny) Wüest
- 2022 Science Innovation Award und Geochemistry Fellow Award des Europäischen Verbands für Geochemie für Lenny Winkel
- 2022 Mülheim Water Award für die Projekte Blue Diversion und Blue Diversion Autarky von Eawag und EOOS
- 2021 Mitgliedschaft der Academia Europaea für Janet Hering
- 2021 Fellow Award der International Association of Geochemistry für Janet Hering
- 2020 Clarivate Analytics: Highly Cited Researchers für Juliane Hollender, Ole Seehausen, Bernhard Truffer, Urs von Gunten
- 2019 Sandmeyer Award der Schweizerischen Chemischen Gesellschaft für Michael Berg, Stephan Hug, Annette Johnson (in memoriam), Andreas Vögelin, Lenny Winkel
- 2019 Preis des 3R Kompetenzzentrums Schweiz (3RCC) für Melanie Fischer, Kristin Schirmer
- 2018 Geochemical Fellow bei der Geochemical Society und der European Association for Geochemistry (EAG) für Janet Hering
- 2018: Clarke-Preis des National Water Research Institute an Janet Hering
- 2015: Distinguished Women in Chemistry und Mitgliedschaft «National Academy of Engineering» an Janet Hering
- 2015: Theodosius-Dobzhansky-Preis für Catherine Wagner
- 2014: Huber Technology Prize «Zukunft Wasser» an Alexandra Fumasoli
- 2013: Südwestmetall Förderpreis für Philip Leifeld
- 2012: Anerkennungspreis im Wettbewerb «Re-Invent the Toilet» der Bill and Melinda Gates Foundation: Tove Larsen et al.
- 2012: Preis der Stiftung Dr. J.E. Brandenberger für Martin Wegelin
- 2011: IWA Development Solutions Award für Sandec
- 2010: Mülheim Water Award für Thomas Egli
- 2010: Bundesverdienstkreuz für Alexander J. B. Zehnder
- 2009: Vietnamesische Ehrenmedaille für hervorragende Leistungen in Lehre und Berufsbildung in Vietnam für Michael Berg, Walter Giger, Antoine Morel und Roland Schertenleib
- 2008: Credit Suisse Award for Best Teaching für Willi Gujer
- 2008: Transdisziplinarity Award für das Projekt Novaquatis für Tove Larsen und Judit Lienert
- 2007: Watt d’Or für das energieeffiziente Eawag-Gebäude Forum Chriesbach
- 2006: Mühlheim Water Award für Marc Böhler
- 2004: Energy Globe Award für SODIS
- 1999: Stockholm Water Prize für Werner Stumm
- 1990: Marcel Benoist Preis für Werner Stumm (sowie Bruno Messerli und Hans Oeschger)

1980 wurde der Fonds «Otto-Jaag-Gewässerschutz-Preis» eingerichtet, um Dissertationen und Masterarbeiten an der ETH Zürich auf dem Gebiet des Gewässerschutzes und der Gewässerkunde auszuzeichnen. Zahlreiche junge Eawag-Forschende haben seitdem diesen Preis entgegennehmen können.